# Nicolau de Figueiredo
Pour les articles homonymes, voir Figueiredo.
Nicolau de Figueiredo, né le 9 septembre 1960 à São Paulo et mort le 6 juillet 2016 dans la même ville, est un claveciniste, organiste, pianofortiste, chef d'orchestre et musicologue brésilien.

## Biographie

### Carrière
Nicolau de Figueiredo fait ses études au Brésil puis vient travailler avec Christiane Jaccottet et Lionel Rogg (orgue) au Conservatoire de Genève, où il obtient un Premier Prix de virtuosité de clavecin en 1984. Il se perfectionne ensuite avec divers maîtres, dont notamment Gustav Leonhardt et Scott Ross. On le voit notamment apparaître lors d'une master class en avril 1989 dans un documentaire consacré à Scott Ross, réalisé par Jacques Renard, "Les leçons particulières de musique".
Il remporte les concours internationaux de Nantes en 1984 et de Rome en 1985, puis se fait connaître en collaborant, à la basse continue, avec René Jacobs lors de représentations et d’enregistrements des Noces de Figaro et de Cosi Fan Tutte, de Mozart. Au piano-forte, il accompagne des récitatifs d’une manière singulière qui fait de lui un personnage musical à part entière.
Il fait paraître en 2006 un disque de sonates de Domenico Scarlatti qui reçoit un accueil critique favorable, distingué par une sélection parmi les « Dix meilleurs disques de l’année » par le mensuel Le Monde de la musique. De 2008 à 2012, il signe ensuite des récitals mono-thématiques consacrés à Antonio Soler (dont Fandango), Bach, Carlos de Seixas ou Joseph Haydn.
Nicolau de Figueiredo est également professeur d’art lyrique et d’interprétation baroque à la Schola Cantorum de Bâle de 1990 à 2000, et au Conservatoire de Paris de 2004 à 2007. 
Il se produit aussi comme chef d’orchestre dans plusieurs pays. En 2011, il enregistre à la tête de l’Orchestre baroque de Séville un disque (Prometeo) de musique vocale de Scarlatti avec le contreténor espagnol Carlos Mena, qu'il complète de concertos de Charles Avison d’après les Sonates pour clavier de Scarlatti.

### Maladie et mort
Victime d'une première attaque cardiaque en novembre 2015, rétabli et ayant recommencé à jouer, il meurt à la suite d'un second infarctus.